# Кордеро, Хоакин
Хоакин Кордеро (исп. Joaquín Cordero; 16 августа 1922 — 19 февраля 2013) — мексиканский актёр, имя которого вписано золотыми буквами в мексиканскую национальную ассоциацию участников ANDA. До последних дней своей жизни играл в телесериалах телекомпании Televisa. Самыми популярными последними сериалами с участием ветерана мексиканских сериалов являются: «Обними меня крепче», «Мачеха» и «Огонь в крови».

## Биография
Родился 16 августа 1922 года в Пуэбле. С ранних лет увлекался кинематографом, и уже в 1930-х годах 20 века мечтал о карьере актёра. С 1944 года молодой актёр начал свою кинематографическую карьеру и за всю свою жизнь снялся более чем в 100 мексиканских кинофильмах. Всего он снялся в 189 кинокартинах, включая мексиканские телесериалы и теленовеллы. С 1960 года актёр снимался в телесериалах и теленовеллах. Первой теленовеллой с его участием является — Моя любовь наедине с прошлым (1960), где он сыграл свою эпизодическую роль очень достойно, после этого, его наперебой приглашали на съёмки новых телесериалов. Он сыграл в сериале Моя любовь наедине с прошлым с такой величайшей звездой, как: Сильвия Дербес.

### Популярность в России
В России он известен как актёр сериала Мачеха, где он с блеском исполнил роль священнослужителя Падре Беллисарио.

### Последние годы жизни
Он был очень бодрым человеком, ни на что ни жаловался. За 7 месяцев до смерти актёра у него не стало супруги Альмы Гусман, которую он сильно любил и Боготворил. Её смерть актёр воспринял так трагично, что впал в депрессию и слег с инсультом, однако быстро оправился от него и мечтал вновь вернуться в актёрскую карьеру, но второй более мощный инсульт перечеркнул все его планы на возвращение в кино. Его опекали родные и близкие люди, однако поклонники творчества актёра как можно поддерживали его, перечислив на его счёт огромные деньги на лечение. Деньги помогли актёру — он стал стремительно выздоравливать, но затем у него появились серьёзные проблемы с сердцем — его госпитализировали и через 9 дней здоровье у актёра стало стремительно улучшаться и его выписали домой, но спустя неделю после выписки у него случился третий (роковой) инсульт.
Скончался  19 февраля 2013 года. Тело по завещанию самого актёра кремировано и развеяно над пещерой.

## Личная жизнь
Хоакин Кордеро был женат на Альме Гусман, которая подарила ему троих детей. Брак просуществовал до смерти супруги в 2012 году.

## Фильмография

### Телесериалы телекомпанииTelevisa
- 1960 — Моя любовь наедине с прошлым
- 1967 — Сомнение
- 1971 — У любви - женское лицо
- 1972 — Меня зовут Мартина Сола
- 1974 — Злоумышленница — Карлос Моран
- 1975 — Нарасхват — Альберто Нери
- 1979 — Судья
- 1984 — Затмение — Эммануэль
- 1987-88 — Тихая любовь — Мигель Окампо
- 1990 — Лицо моего прошлого — Армандо Эстрада
- 1990 — Ничья любовь — Рауль
- 1992 — Станцуй со мной — Херман де ла Регера
- 1993 — Бедные родственники — Эваристо Ольмос
- 1996 — Песня любви — Анибал
- 1999 — Ради твоей любви — Ласаро Робледо
- 2000—2001 — Личико ангела — Адольфо Валье
- 2000 — Моя судьба - это ты — Хосе Игнасио Риваденейра Ордерайн
- 2000 — Обними меня крепче — Дон Севериано Альварес
- 2001 — Рожденный без греха — Падре Гонсало
- 2002 — Между любовью и ненавистью — Фернандо Вильяреаль
- 2002—2003 — Да здравствуют дети — Дон Хоакин
- 2005—2007 — Мачеха — Падре Белиссарио
- 2007 — Чистая любовь — Дон Амадор
- 2007 — Любовь без грима
- 2007—2008 — Огонь в крови — Дон Агустин Асеведо

### Фильмы с участием Хоакина Кордеро
- 1944 — Чёрный корсар (Испания) — Пират, в титрах не указан
- 1951 — Перегрина
- 1951 — Аррабалера
- 1952 — От всей души
- 1952 — Женщина без любви — Карлос
- 1953 — Где хочу, там и брожу
- 1953 — Бык Пепе — Лало Гальярдо
- 1955 — Река и смерть — Херардо Ангулано
- 1955 — Сила слабых
- 1956 — Фараон
- 1958 — Музыка всегда
- 1961 — Санто против злого гения — Доктор Кампос
- 1964 — Тень детей
- 1965 — Маленький лис — Доктор Алехандро Бернштейн
- 1966 — Паника
- 1968 — Доктор Сатана и чёрная магия — Доктор Сатана
- 1969 — Женщины-рестлеры против робота-убийцы- Артуро
- 1969 — Книга из камня — 'Эухенио Рувалькаба
- 1970 — Источник любви
- 1978 — Избранник Великого духа — Демон Асуль
- 1984 — Девочка с ямочками
- 1991 — Кровавые каникулы 2 — Роберто Мондрагон
- 1997 — Тюрьма
- 2001 — Виновные родители — Рамон
- 2011 — Неприспособленные — Дон Луис

## Награды и премии

### ПремияPremios Ariel
- 1951 -

### ПремияTVyNovelas
- 1989 — Самый лучший актёр — Тихая любовь — Победил.
- 2001 — Самый лучший актёр — Обними меня крепче — Победил.
- 2006 — Самый лучший актёр — Мачеха — Проиграл.
- тот же — Специальный приз за личный многолетний вклад в развитие мексиканского кинематографа — Победил.
- 2008 — тот же — Победил. (Хоакин Кордеро — обладатель двух наград за личный многолетний вклад в развитие мексиканского кинематографа).